# Jean Martinet (militaire)
Pour les articles homonymes, voir Martinet et Jean Martinet.
Jean Martinet, mort au siège de Duisbourg le 21 juin 1672, est un militaire français.
Lieutenant-colonel et inspecteur général, c’est l'un des premiers grands maîtres de la formation militaire moderne.

## Biographie
D’abord capitaine au régiment d’infanterie d’Heudicourt, le 15 décembre 1642, il a servi à la défense de Landrecy. Passé avec sa compagnie dans le régiment de Guyenne le 24 juillet 1645 et après avoir servi en Flandre, en Italie et en Catalogne, et s’être trouvé à presque tous les sièges de son temps, il a été créé sergent de bataille, par brevet du 31 mai 1648.
Ayant quitté sa Compagnie, et servir en sa nouvelle qualité au blocus de Paris, siège de Cambray, à la prise de Condé en 1649 au secours de Guise, au siége et à la bataille de Rethel en 1650 et à l’armée de Flandre en 1651, il a levé, par commission du 28 novembre de cette année, une Compagnie franche de chevaux-légers, qu’il a conservée jusqu’à la paix des Pyrénées.
Il a participé aux combats de Blesneau, d’Estampes et du faubourg Saint-Antoine en 1652 aux sièges de Sainte-Menehould en 1653, de Stenay en 1054, de Landrecy, de Condé et de Saint-Guilain en 1655, de Valenciennes en 1656, de Montmedy en 1657, de Dunkerque en 1658, se distinguant particulièrement à la bataille des Dunes.
Lors de la création par Louis XIV du Régiment du Roi, le 2 janvier 1663, celui-ci a l’choisi lui-même pour en être lieutenant-colonel. En ayant reçu le même jour la commission, il a fait avec ce régiment la campagne de 1664 en Allemagne sous les ordres Pradel, et s’est trouvé au siège d’Erfurt.
Présent aux sièges de Tournay, de Douai, de Lille en 1667, il a obtenu le grade de brigadier d’infanterie à la création de ces charges, par brevet du 27 mars 1668. Après la paix, conclue le 2 mai, le roi voulant connaitre la situation exacte de toute l’infanterie, l’a nommé, par ordre du 27 octobre de la même année, pour aller l’inspecter dans toutes les places du royaume. Le compte-rendu qu’il en a fait au roi, l’a fait nommer colonel-lieutenant de son régiment d’infanterie sur la démission du marquis de Dangeau, par commission du 7 septembre 1670 et l’a créé maréchal de camp par brevet du 15 avril 1672.
C’est en cette qualité qu’il a marché à l’armée de Hollande. L'histoire rapporte qu’il a finalement été tué par des tirs fratricides en menant un assaut lors du siège de Duisbourg.

## Postérité
Jean Martinet était très sévère, ce qui l'a rendu impopulaire parmi ses troupes, et fait attribuer son nom à l’instrument de châtiment corporel, le martinet.
Il a néanmoins révolutionné le début des armées des temps modernes en instituant un système normalisé capable de transformer la recrue dans une discipline de force au combat, et en éliminant les mercenaires et les soldats de fortune qui avaient été les piliers de l'armée avant sa réforme.
Il a également introduit la baïonnette à douille dans l'armée française et le système de base militaire, qui a mis un terme à l'alimentation de l'armée de l'ennemi par le pillage des civils, ce qui rend la guerre plus humaine.